# Emmanuel Inchauspé
Pour les articles homonymes, voir Inchauspé.
Emmanuel Inchauspé ou Emmanuel Intxauspe, né à Sunharette le 12 novembre 1815 et mort le 25 septembre 1902 à Abense-de-Haut, est un chanoine, vicaire général du diocèse de Bayonne, linguiste basque français et écrivain en dialecte souletin de plusieurs livres religieux. On lui doit une œuvre majeure Le Verbe Basque (1858).

## Biographie
Né à la maison "Harismendia", Emmanuel Inchauspé est le fils de Jean-Baptiste Inchauspé et Marie-Jeanne Duthurburu. Il passe son enfance à Oizegaine. Il commence sa carrière ecclésiastique au séminaire de Bayonne et, dès l'âge de 25 ans, il est ordonné prêtre à Bayonne (30/07/1840), puis à 27 ans, il est nommé aumônier de l'hôpital civil de Saint Léon. Il exercera cette position pendant 22 ans (depuis 1842) puis Emmanuel Inchauspé est nommé chanoine honoraire en 1855 et chanoine titulaire le 28 décembre 1863. Il devient secrétaire général de l'évêque de Bayonne Mgr François Lacroix le 15 octobre 1869, puis secrétaire général honoraire et vicaire général de l'évêque Ducellier (1878-1887). Il est ensuite nommé vicaire général trésorier (10-11-1884), vicaire général de l'évêque Fleury-Hottot (1887-1889). Emmanuel Inchauspé est accompagné par le Concile Vatican I comme théologien.
Il est vicaire capitulaire avec Damien Lasserre pendant la vacance du diocèse (1889-1890). Durant les affrontements avec le pouvoir civil lors des élections législatives de septembre 1889, la préfecture soutient au Pays basque des candidats hostiles à la liberté de l'Église et à ses droits. Elle intervint auprès de l'administration diocésaine, pour obtenir à titre de désaveu et de punition le déplacement de certains curés considérés comme particulièrement dangereux. À 75 ans, Emmanuel Inchauspé, qui soutient les curés réfractaires, est obligé de s'éloigner de Bayonne car quand Mgr François-Antoine Jauffret arrive à Bayonne le 10 mars 1890, et il ne lui est pas permis de garder M. Inchauspé auprès de lui, mais il est cependant nommé vicaire général. 
Il a également été le supérieur du couvent de Carmélites de Bayonne et de Pau et Président de la section Bétharram pour instruire la cause de béatification de Michel Garicoïts. Il s'installe avec sa sœur Anneta à Abense-de-Haut et passe les douze dernières années de sa vie en se consacrant aux bonnes œuvres, à la prière, et à l’étude de la langue basque.
Quant à son activité littéraire, Emmanuel Inchauspé publie à 36 ans la prière Jincoac giponareki eguin patoac [Les alliances faites par Dieu à l'homme] (1851). À 41 ans, il publie en souletin Jesu-Kristen Ebanjelio Saintia Sen Mathiuren arabera, Inchauspe Aphezac Zuberoco uscaralat utzuliricla traduction de Le Saint Évangile de Jésus-Christ selon St Matthieu pour le Prince Louis-Lucien Bonaparte. Il collabore avec ce dernier à la rédaction des Dialogues basques, parus en 1857, à Londres.
L'année suivante, en 1858, il publie une traduction souletine de L'Apocalypse de l'Apôtre St Jean et son ouvrage capital Le Verbe basque. Le volume fut tiré à 500 exemplaires, dont un sur papier vélin. C'est un corpus du verbe souletin, parce que ce dialecte lui était plus familier, mais surtout parce que le souletin offre un système verbal plus complet que les autres. Le Verbe Basque a été une révélation en son temps car, on peut y apprendre non seulement beaucoup de morphologie, mais aussi beaucoup de syntaxe et de stylistique souletines.

## Publications

### Ouvrages
- Le berbe basque, Bayonne/Paris, Veuve Lamaignère née Teulières imprimeur/Benjamin Duprat libraire, 1858 (lire en ligne)
- Sur l'origine et les affinités de la langue basque et en particulier sur sa déclinaison, à propos d'une brochure de M. de Charencey intitulée : "La Langue basque et les idiomes de l'Oural", Bayonne, Imprimerie de la veuve Lamaignère, 1866 (lire en ligne)
- Le peuple basque: sa langue, son origine, ses traditions, ses caractères anthropologiques, Lacour-Ollé, 2004, 38 pages.
- Charencey, Charles Félix Hyacinthe de, La Langue Basque et les idiomes de l'oural. 1er et 2e fascicule, Paris, Challamel, 1862-1866, 162 p. (lire en ligne)
- Uscaldunaren laguna, edo escuco libria..., E. Lasserre, 1862, 324 pages.

### Traductions
- Danteren comediaren lehen zatia (1890)
- Jesu-Kristen Ebanjelio Saintia Sen Mathiuren arabera, Inchauspe Aphezac Zuberoco uscaralat utzuliricla (Le Saint Évangile de Jésus Christ selon Saint Mathieu)
- Dialogues Basques: Guipuscoans, Biscaïens; par A. P. Iturriaga, J. A. de Uriarte; Labourdins, Souletins; par Jean-Pierre Duvoisin, L'Abbé Inchauspe. Accompagnés de deux traductions, Espagnole et Française, 1857

### Chants
- Kantika saintiak zuberoaco euskaraz,Lasserre, 1897, 384 pages (lire en ligne)

### Religion
- Jinkouac guiçonareki eguin patoac, edo eguiazco religionia,1851 (lire en ligne)
- Maria Birjinaren hilabetia..., impr. de Vignancour, 1894, 274 pages (lire en ligne)